# Ebba Åhlman
Ebba Anna Ingeborg Åhlman, född 13 november 1901 i Stockholm, död 23 april 1977 i Åls församling i Leksands kommun, var en svensk målare och tecknare.
Hon var dotter till redaktören Johan Bergsten och Anna Karlin och från 1928 gift med jägmästaren Olof Simon Åhlman samt mor till Lars Simon Åhlman och syster till Einar Efraim Bergsten. Åhlman studerade vid Tekniska skolan i Stockholm 1918–1920, Institute of Chicago 1920–1921, Edward Berggrens och Gottfrid Larssons konstskola i Stockholm 1922–1923 samt kortare mosaikstudier vid konstskolan i Ravenna. Som San Michelestipendiat vistades hon på Capri i början av 1960-talet. Hennes konst består av sagomotiv, blomsterstilleben och landskapsmålningar utförda i gouache och akvarell samt arbeten i mosaik och glasbetong. Hon både ritade och skrev böckerna Den vackraste blomman i skogen (1948), Långöra och lilla snälla kanin (1949) och Skatten på fågelön (1955). Hon utförde även en rad illustrationer till årgångarna 13–14 av Tomte-Nisse samt illustrationer till Anna Wenngrens Sven och Britta i by och fäbod. Vid sidan av sitt eget skapande läste hon in sagoprogram för SVT.